# Stille und Umkehr
Stille und Umkehr, im Untertitel als Orchesterskizzen bezeichnet, ist das letzte Orchesterwerk von Bernd Alois Zimmermann aus dem Jahr 1970. Die Aufführungsdauer beträgt gut zehn Minuten.

## Hintergrund
Für den 500. Geburtstag von Albrecht Dürer im Jahre 1971 beauftragte die Stadt Nürnberg Zimmermann mit der Komposition eines Werks, das im Rahmen der Jubiläumsfeierlichkeiten aufgeführt werden sollte. Während ihm dabei zunächst ein größerer, ausdifferenzierter Orchesterapparat vorschwebte, entschied sich Zimmermann für eine vergleichsweise karge, durchsichtige Instrumentierung. Von März bis April 1970 dauerten die eigentlichen Kompositionsarbeiten, die er aufgrund seiner psychischen Leiden während seines Aufenthalts im Universitätsklinikum Köln ausführte. Der Charakter des Werks wird häufig in diesem autobiographischen Zusammenhang gesehen. Bei der posthumen Uraufführung am 19. März 1971 spielten das Philharmonische Orchester Nürnberg unter der Leitung von Hans Gierster.

## Form und Musik
Stille und Umkehr ist als einsätziges Orchesterwerk angelegt. Zimmermann fordert 4 Flöten, 3 Oboen, 1 Englischhorn, 4 Klarinetten (3, auch Bassklarinette), 1 Altsaxophon, 1 Kontrafagott, 4 Hörner, 2 Trompeten, 2 Posaunen, Schlagwerk (4 Becken, 1 Rührtrommel, kleine Trommel, große Trommel, 2 antike Zimbeln, 1 singende Säge), 1 Harfe, 1 Akkordeon, 1 Violine, 1 Viola, 3 Violoncelli, 3 Kontrabässe. Auffällig ist hierbei insbesondere der stark verkleinerte Streicherapparat.
Wie ein Orgelpunkt zieht sich der Ton d1 durch das gesamte Stück: Er wird im Laufe der Zeit von verschiedenen Instrumenten intoniert, bleibt aber durchgängig erhalten. Bernd Asmus erkennt hier den „Todeston“, der sich bereits im Schlussabschnitt der Oper Die Soldaten zeigt. Weiteres, ständig wiederkehrendes Element ist ein Bluesrhythmus, der auf der kleinen Trommel erklingt. Um dieses Ostinato herum erscheinen und verschwinden kleinere, kurz aufblitzende Figuren in den Bläsern genauso wie (teils mikrotonal ausgeführte) Klangmuster, etwa auch von den Zimbeln oder der singenden Säge. Keines der Klangereignisse kann sich über längere Zeit entfalten. In der Abwesenheit einer musikalischen Entwicklung ergibt sich ein Gefühl von Zeitlosigkeit und Resignation. Schließlich strebt die Musik ihrer Auflösung entgegen und verklingt im Nichts.